# Enipeas (Makedonien)
Der Enipeas (griechisch Ενιπέας) ist ein Bach und Fluss im Regionalbezirk Pieria in Griechenland. Er ist der wohl größte Bach des Olymp und mündet bei Gritsa (gr. Γρίτσα), dem Hafen von Litochoro, in die Ägäis. Die Schlucht des Enipeas ist ein bekanntes Wandergebiet und zieht durch ihre unberührte, wilde Schönheit viele Touristen an.

## Name
Der Enipeas ist nach einer antiken Meergottheit benannt. Enipeus war der Geliebte der Tyro. Laut einer anderen Überlieferung wurde in der Schlucht von Enipea der Sänger Orpheus von Mänaden zerrissen, während in seinen Wassern Leto gebadet haben soll.

## Verlauf
Der Enipeas entsteht aus einer ganzen Reihe von Gebirgsbächen, die in über 2000 m Höhe, unterhalb der Hauptgipfel des Olymps entstehen. Den Namen trägt er ab der Stelle Prionia, wo in der Nähe des Wanderweges E4 auf 1300 m Höhe eine etwas größere Quelle entspringt. Einen Kilometer unterhalb fließt ihm auch das Bächlein Melitzani zu. Der Enipeas verläuft im Großen und Ganzen in östlicher Richtung und stürzt mit starkem Gefälle zu Tal. Auf zwei Kilometern überwindet er 200 Höhenmeter, passiert das ehemalige Kloster Agios Dionysios und schlängelt sich dort weiter durch die tief eingeschnittene Schlucht. Von den Bergflanken fließen ihm weitere Bergbäche zu. Auf der rechten Seite sind Kokona, Giannaka und Kastana benannt. Nach ca. 4 km Luftlinie erreicht er unterhalb des Bergsporns Rachi (gr. Ράχη) den Ausgang der Schlucht. Dort fließt er noch immer auf 400 m Höhe. Nördlich von Litochoro fließt er in tiefem Bett, wo er unterhalb des Ortes die Ebene erreicht. Dort wird er nach Norden abgelenkt. Nördlich von Gritsa fließen ihm noch einige unbeständige Bäche (Korakas und Galdrikas) zu, die in den nordöstlichen Flanken des Olympos-Massivs (Barba, μβαρμβα und Karyes, Καρυές) entspringen. An ihrer Mündung wendet er sich wieder nach Osten und mündet bei Gritsa in den Thermaischen Golf.
An seinem Ursprung, bei Prionia, bildet der Bach einige Becken, deren Wassertemperatur nur wenig über dem Gefrierpunkt liegt. Trotzdem gehören diese Becken zu den beliebtesten Badegelegenheiten des Olymp.